# Netcracker Technology
«Netcracker Technology» — дочірня компанія корпорації NEC, що спеціалізується у створенні, впровадженні і супроводі систем підтримки операцій (англ. Operations Support Systems), систем підтримки бізнесу (англ. Business Support Systems), а також рішень з віртуалізації (програмно-конфігурована мережа, віртуалізація функцій мережі) для операторів зв'язку, великих підприємств і державних установ. Рішення та послуги компанії впроваджені та успішно працюють в більш ніж 250 замовників по всьому світу. «Netcracker» надає послуги в області професійного обслуговування (консалтинг, впровадження, підтримку) та управлінні телекомунікаційними процесами.
Штаб-квартира знаходиться в США, місті Волтгем, передмісті Бостона, штат Массачусетс. Дата-центри компанії розташовані в США, Індії, Україні, Білорусі, Росії, Ізраїлі та Латвії. Представницькі офіси — у Північній та Латинській Америці, Європі, Південній Африці, на Близькому Сході і в Азійсько-Тихоокеанському регіоні.

## Злиття і поглинання
З 1993 року компанія успішно розвивалася[джерело?], ставши одним із лідерів на ринку телекомунікацій[джерело?], а у 2008 з метою подальшого зростання прийняла стратегічне рішення об'єднатися з корпорацією «NEC» . Це дало можливість сформувати одне з найбільш[джерело?] конкурентних портфоліо у сфері телекомунікацій.
У 2010 році «NEC» консолідувала програмне забезпечення та послуги з управління телекомунікаційними операціями в руках «Netcracker».
У 2011 році компанія «Netcracker» придбала бізнес «Subex» у сфері розробки рішень з активації послуг.
У 2012 році корпорація «NEC» поглинула підрозділ Global Information Management компанії Convergys, лідера в галузі BSS-рішень, для його подальшої інтеграції в «Netcracker».
У лютому 2015 року компанія Netcracker спільно з NEC запропоновувала об'єднане портфоліо рішень в області віртуалізації. У результаті такої ініціативи створено новий міжнародний бренд і структура — «NEC/Netcracker». Об'єднаний бренд розробляє комплексні рішення SDN/NFV для різних сфер бізнесу.
У липні 2016 року «Netcracker Technology» придбала «CoralTree Systems» (провайдер конвергентних рішень для європейських операторів зв'язку).

## Продукти та послуги
Продукція «Netcracker» орієнтована на розробку систем підтримки бізнесу (BSS), систем підтримки операцій (OSS), а також рішень з віртуалізації (SDN/NFV) . 
Останній реліз продуктового портфоліо Netcracker 12 вийшов у травні 2017 року. Портфоліо розроблене спеціально для того, щоб допомогти постачальникам телекомунікаційних послуг перетворитися на постачальників цифрових.
У жовтні 2018 року була офіційно запущена нова лінія хмарних [XaaS-рішень], першим серед яких є рішення Netcracker Buisness Cloud. «Netcracker Business Cloud» — це перше в галузі повнофункціональне рішення SDN/NFV, доступне як послуга.
«Netcracker» пропонує повний набір консультаційних, керованих і професійних послуг. Комплексне портфоліо програмного забезпечення побудоване на єдиній, готовій до використання в хмарному середовищі, платформі, яка використовує штучний інтелект і розширену аналітику. Ця платформа охоплює такі компоненти, як підтримка цифрових клієнтів (англ. Digital Customer Enablement), підтримка цифрового бізнесу (англ. Digital Business Enablement), підтримка цифрових операцій (Digital Operations Enablement), цифрова та хмарна інфраструктура (Digital & Cloud Infrastructure), розширена аналітика (Advanced Analytics) і керування хмарним середовищем» (Cloud Administration).[джерело?]
Продукція «Netcracker» забезпечує постачальників послуг усіма необхідними інструментами для надання інноваційних послуг у сфері віртуалізації, 5G і IoT (Internet of Things) із застосуванням можливостей штучного інтелекту і машинного навчання.
«Netcracker» розвиває і удосконалює нові напрямки, пов'язані з хмарними технологіями, віртуалізацією, цифровою трансформацією бізнесу і операцій, а також автоматизацією бізнес-процесів, що базується на використанні програмних роботів і штучного інтелекту (Robotic Process Automation або RPA).